# Iisvesi
Der Iisvesi ist ein See in der finnischen Landschaft Nordsavo.
Der Iisvesi ist ein etwa 30 km langer langgestreckter See mit einer Fläche von etwa 71 km².
Er liegt auf einer Höhe von 97,9 m.
Die nordöstlich gelegenen Seen Rasvanki und Virmasvesi sind durch lange Landengen und Inseln vom Iisvesi getrennt und fließen in ihn ab.
Gemeinsam mit diesen beiden Seen bildet der Iisvesi ein Seensystem mit einer Gesamtfläche von 164,5 km².
In das Südende des Iisvesi mündet der Abfluss des Suontienselkä.
Etwa drei Kilometer südlich des Iisvesi liegt der Ort Suonenjoki.
Südwestlich liegt der See Niinivesi, welcher ebenfalls über lange Landengen vom Iisvesi getrennt ist, und in welchen das Wasser des Iisvesi abfließt.
Das Wasser des Iisvesi fließt über eine Reihe von Seen zum Konnevesi und Päijänne ab. Damit liegt der Iisvesi im Einzugsgebiet des Kymijoki.